# Беденки
Беде́нки, Бедёнки или Бедёнка — деревня в центральной части Торопецкого района Тверской области. Входит в состав Подгородненского сельского поселения.

## История
На топографической карте Фёдора Шуберта, изданной в 1871 году обозначена Беденки. Имела 2 двора.

## География
Деревня расположена в 6 км (по автодороге — 9 км) к западу от районного центра Торопец. В 300 метрах от деревни проходит железная дорога Бологое — Великие Луки — Полоцк.

## Климат
Деревня, как и весь район, относится к умеренному поясу северного полушария и находится в области переходного климата от океанического к материковому. Лето с температурным режимом +15…+20 °С (днём +20…+25 °С), зима умеренно-морозная −10…−15 °С; при вторжении арктического воздуха до −30…-40 °С.
Среднегодовая скорость ветра 3,5—4,2 метра в секунду.

## Население
| 2010 |
| ---- |
| 1    |